# Jerzy Popiel
Jerzy Popiel (ur. 15 stycznia 1933 w Równem, zm. 3 listopada 2019 we Wrocławiu) – polski pilot szybowcowy, samolotowy i śmigłowcowy, pilot doświadczalny.

## Życiorys

### Dzieciństwo i młodość
Syn Zygmunta i Jadwigi z domu Wilkoszańskiej. Jego rodzina została po II wojnie światowej ekspatriowana do Lublina. Następnie mieszkał w Gdańsku, Wałbrzychu i Wrocławiu. W liceum przy ul. Kleczkowskiej (obecnie Liceum Ogólnokształcące dla Dorosłych) w 1951 roku zdał egzamin maturalny.
Rozpoczął studia na Wydziale Lotniczym Politechniki Wrocławskiej, w 1953 roku (w związku z likwidacją Wydziału Lotniczego we Wrocławiu) przeniósł się na Wydział Lotniczy Politechniki Warszawskiej, gdzie w 1955 roku uzyskał dyplom inżyniera. Był członkiem Związku Młodzieży Polskiej.

### Kariera zawodowa
W 1955 roku został skierowany na kilka miesięcy do Chin, gdzie pomagał przy tworzeniu chińskiego lotnictwa sportowego. Pracował jako instruktor szybowcowy, pomagał przy wybraniu miejsca na szkołę szybowcową oraz przy wdrażaniu do produkcji polskich szybowców. Za tę działalność został odznaczony Chińskim Medalem Przyjaźni.
W 1956 roku rozpoczął pracę w Dziale Technicznym Zarządu Głównego Ligi Przyjaciół Żołnierza w Warszawie, gdzie zajmował się sprawami rozwoju technologicznego. 19 listopada 1956 roku uzyskał uprawnienia szybowcowego pilota doświadczalnego klasy III i rozpoczął pracę jako szef techniczny Wyczynowej Szkoły Szybowcowej w Jeżowie Sudeckim. 26 stycznia 1960 roku rozszerzył posiadane uprawnienia pilota doświadczalnego i uzyskał klasę II, co umożliwiło mu loty na prototypach szybowców. W 1962 roku rozpoczął pracę jako instruktor szybowcowy w Aeroklubie Wrocławskim.
30 stycznia 1963 roku uzyskał uprawnienia szybowcowego pilota doświadczalnego I klasy i rozpoczął pracę w Zakładach Sprzętu Lotnictwa Sportowego (Zakład nr 4) we Wrocławiu jako kierownik kontroli technicznej. Od 1967 roku został zatrudniony jako pilot doświadczalny w Zakładach Szybowcowych Delta-Bielsko. Brał udział w oblotach i próbach technicznych prototypów szybowców: SZD-30 Pirat, SZD-32 Foka 5, SZD-36 Cobra 15, SZD-39 Cobra 17, SZD-37 Jantar (1. oblot prototypu wersji 19-metrowej), SZD-30 Pirat 75 (1. oblot prototypu), SZD-41 Jantar Standard i SZD-48 Jantar Standard 2. Ponadto brał udział w promowaniu polskich szybowców za granicą, m.in. w Wielkiej Brytanii, Argentynie, Belgii, Danii, Finlandii, Francji, Hiszpanii, RFN, USA i ZSRR.
W 1970 roku rozpoczął pracę jako pilot agrolotniczy, w 1971 roku wyjechał na akcję agrolotniczą do Egiptu. W 1977 roku ukończył kurs pilotażu śmigłowcowego, a w 1978 roku uzyskał licencję zawodowego pilota śmigłowcowego. W 1977 roku rozpoczął pracę w Przedsiębiorstwie Usług Lotniczych (PUL) i w Zespole Wrocław pełnił funkcję pilota i kierownika zespołu terenowego. W 1987 roku został zatrudniony w holenderskiej firmie Aero-Service BV, gdzie pracował do przejścia na emeryturę w 1992 roku.

### Działalność sportowa
W sierpniu 1948 roku w ramach szkolenia zorganizowanego przez Aeroklub Jeleniogórski w Strzebieniu uzyskał I i II klasę wyszkolenia szybowcowego. III klasę uzyskał w 1949 roku w Jeżowie Sudeckim, w 1950 roku uzyskał Srebrną Odznakę Szybowcową. W 1950 roku wziął udział w klubowym locie falowym, podczas którego uzyskał przewyższenie 3650 metrów. Również w 1950 odbył praktykę instruktorską w sekcji szybowcowej Aeroklubu Wrocławskiego. Złotą Odznakę Szybowcową zdobył w 1951 roku. W 1952 roku rozpoczął szkolenie jako pilot samolotowy i w tym roku uzyskał przewyższenie 5000 metrów na szybowcu. W 1953 roku zdobył Złotą Odznakę Szybowcową z trzema diamentami jako ósmy pilot w Polsce i 19. na świecie. Od 1951 roku związał się z Aeroklubem Wrocławskim, gdzie pracował też od 1962 r. jako instruktor szybowcowy. W 1964 roku zwyciężył w plebiscycie Słowa Polskiego na najlepszego sportowca Dolnego Śląska.
Od 1953 do 1968 roku nieprzerwanie był członkiem szybowcowej kadry narodowej, startował w wielu krajowych i międzynarodowych zawodach szybowcowych:
| Lp | Rok  | Nazwa                                               | Lokalizacja  | Szybowiec              | Zdobyte miejsce       |
| -- | ---- | --------------------------------------------------- | ------------ | ---------------------- | --------------------- |
| 1  | 1951 | VIII Krajowe Zawody Szybowcowe                      | Inowrocław   | –                      | 12                    |
| 2  | 1952 | IX Krajowe Zawody Szybowcowe                        | Kobylnica    | IS-2 Mucha ter         | 2                     |
| 3  | 1953 | I Szybowcowe Mistrzostwa Polski                     | Leszno       | –                      | Mistrz Polski         |
| 4  | 1954 | Międzynarodowe Zawody Szybowcowe                    | Leszno       | SZD-8bis Jaskółka      | 3                     |
| 5  | 1954 | II Szybowcowe Mistrzostwa Polski                    | Lisie Kąty   | –                      | 4                     |
| 6  | 1957 | IV Szybowcowe Mistrzostwa Polski                    | Leszno       | –                      | 15                    |
| 7  | 1957 | III Całoroczne Zawody Szybowcowe Skrzydlatej Polski |              | –                      | 2                     |
| 8  | 1957 | Szybowcowe Mistrzostwa Węgier                       | Dunakeszi    | SZD-8 ter Jaskółka ZO  | 3                     |
| 9  | 1959 | V Szybowcowe Mistrzostwa Polski                     | Leszno       | –                      | Mistrz Polski         |
| 10 | 1959 | Szybowcowe Mistrzostwa Czechosłowacji               | Vrchlabí     | Let L-13 Blaník        | 3                     |
| 11 | 1960 | VIII Szybowcowe Mistrzostwa Świata                  | Kolonia      | SZD-19-2 Zefir-2       | 3 (w klasie otwartej) |
| 12 | 1962 | Szybowcowe Mistrzostwa Państw Socjalistycznych      | Leszno       | SZD-8 ter Jaskółka ZO  | 2                     |
| 13 | 1963 | IX Szybowcowe Mistrzostwa Świata                    | Junín        | SZD-19-2 Zefir-2A      | 2 (w klasie otwartej) |
| 14 | 1965 | X Szybowcowe Mistrzostwa Świata                     | South Cerney | SZD-24-4 Foka 4        | 4 (w klasie standard) |
| 15 | 1967 | Zawody o Puchar Europy                              | Angers       | SZD-24-4 Foka 4        | 5                     |
| 16 | 1974 | Zawody o Puchar Europy                              | Angers       | SZD-41 Jantar Standard | 13                    |
| 17 | 1975 | Zawody Szybowcowe                                   | Eskilstuna   | SZD-39 Cobra 17        | 14                    |

W 1971 roku wykonał przelot samolotem  PZL-104 Wilga na trasie Warszawa – Kair, a następnie motoszybowcem SZD-45 Ogar z Bielska-Białej przez Bornholm, Szwecję, do Finlandii i z powrotem.

## Ustanowione rekordy
Ustanowił 6 szybowniczych rekordów (5 rekordów Polski i 1 rekord świata), m.in.:
- 23 kwietnia 1953 roku na szybowcu IS-1 Sęp ustanowił rekord Polski w prędkości przelotu po trasie trójkąta 100 km – 68,5 km/h,
- 20 lipca 1953 roku na szybowcu IS-C Żuraw (z pasażerem Adolfem Siemaszkiewiczem) ustanowił światowy rekord w przelocie otwartym w kategorii szybowców dwumiejscowych – 541,3 km.

## Odznaczenia
W trakcie swej kariery zawodowej otrzymał następujące odznaczenia i wyróżnienia:
- Złoty Krzyż Zasługi (1969 r.)
- Srebrny Krzyż Zasługi (1960 r.)
- Odznaka „Zasłużony Mistrz Sportu” (1963 r.)
- Złoty Medal za Wybitne Osiągnięcia Sportowe – trzykrotnie (1953, 1960 i 1963 r.)
- tytuł Sportowca Roku przyznany w 1953 r. przez Przegląd Sportowy
- Dyplom Uznania od Marszałka Polski – dwukrotnie (1963, 1965 r.)
- Medal Przyjaźni Chińskiej Republiki Ludowej (1958 r.)
- Odznaka Budowniczego Wrocławia (1963 r.)[10]